# Kanton Lesparre-Médoc
Lesparre-Médoc is een voormalig kanton van het Franse departement Gironde. Het kanton maakte deel uit van het arrondissement Lesparre-Médoc. Het kanton werd opgeheven bij decreet van 20 februari 2014, met uitwerking op 22 maart 2015. Alle gemeenten werden opgenomen in het nieuw gevormde kanton Le Nord-Médoc.

## Gemeenten
Het kanton Lesparre-Médoc omvatte de volgende gemeenten:
- Bégadan
- Blaignan
- Civrac-en-Médoc
- Couquèques
- Gaillan-en-Médoc
- Lesparre-Médoc (hoofdplaats)
- Naujac-sur-Mer
- Ordonnac
- Prignac-en-Médoc
- Queyrac
- Saint-Christoly-Médoc
- Saint-Germain-d'Esteuil
- Saint-Yzans-de-Médoc
- Valeyrac
- Vendays-Montalivet